# Epimyrma stumperi
Epimyrma stumperi é uma espécie de formiga da família Formicidae.
É endémica da Suíça.